# Ролет (Северна Дакота)
Ролет (енгл. Rolette) град је у америчкој савезној држави Северна Дакота.

## Демографија
По попису из 2010. године број становника је 594, што је 56 (10,4%) становника више него 2000. године.
| Група             | 2000.       | 2010.       |
| Белци             | 406 (75,5%) | 336 (56,6%) |
| Афроамериканци    | 0 (0,0%)    | 1 (0,2%)    |
| Азијати           | 0 (0,0%)    | 0 (0,0%)    |
| Хиспаноамериканци | 0 (0,0%)    | 6 (1,0%)    |
| Укупно            | 538         | 594         |